# Archibald Douglas, IV conte di Douglas

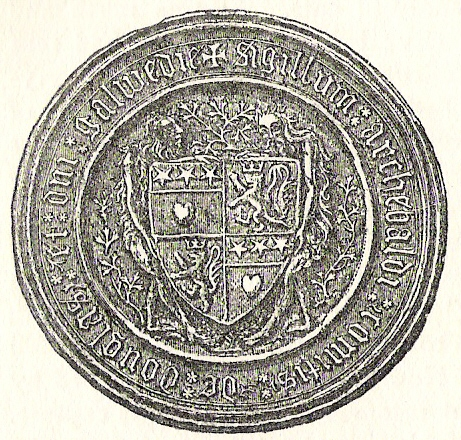

Archibald Douglas, IV conte di Douglas (Scozia, 1372 – Verneuil-sur-Avre, 17 agosto 1424), fu conte di Douglas e di Wigton, signore di Annandale e di Galloway, per matrimonio divenne genero di Roberto III di Scozia.

## Le parentele reali
Archibald Douglas nacque nel 1372, figlio maggiore di Archibald Douglas, III conte di Douglas e di Joanna de Moravia; il suo luogo di nascita è incerto e potrebbe collocarsi o al castello di Threave o presso quello di Bothwell. Fino al 1400, anno in cui ereditò i titoli e le terre paterne venne conosciuto come "master of Douglas". Alla morte del padre era già sposato da circa dieci anni con Margaret Stewart figlia di John Stewart, futuro re di Scozia con il nome di Roberto III di Scozia. In occasione delle nozze suo padre gli aveva donato le regalie provenienti dalla foresta di Ettrick, da Lauderdale, Romannobridge e delle contea di Peeblesshire.
Il 4 giugno 1400 suo suocero Roberto III lo nominò custode del castello di Edimburgo con una nomina a vita accompagnata da una pensione di 200 £ annui.
In occasione della Candelora di quello stesso anno George, I conte di March (1338-1420) ed Henry Percy avevano fatto irruzione in Scozia seminando distruzione fino al Lothian: il villaggio presso Traprain Law, quello di Merkle ed Hailes furono incendiati e due tentativi infruttuosi furono compiuti dagli inglesi per conquistare il castello di Hailes. Tutto questi territori ricadevano nel dominio di Archibald che, in quanto master of Douglas e lord guardiano delle Marche: Per questo motivo si mise a caccia degli inglesi sorprendendoli di notte presso il villaggio di East Linton e riuscì a ricacciarli indietro fino a Berwick-upon-Tweed a ridosso dei confini con l'Inghilterra.
In quell'estate Archibald fu messo come secondo in comando agli ordini del cognato David Stewart, duca di Rothesay (24 ottobre 1378-26 marzo 1402), luogotenente del regno, durante l'assedio al castello di Edimburgo condotto da Enrico IV d'Inghilterra. Il tentativo di Enrico andò a vuoto complice anche la ribellione in Galles portata avanti da Owain Glyndŵr, che lo costrinse a ripiegare ed egli fu l'ultimo monarca inglese a invadere la Scozia di persona.
Intorno al Natale del 1400 Archibald Douglas, III conte di Douglas morì e Archibald ne ereditò titoli e terre divenendo uno degli uomini più ricchi e potenti del paese con proprietà che andavano da Galloway al Moray dal Clydesdale fino a Stirling e Selkirk.
Due anni dopo il cognato di Archibald, David, venne tratto in arresto dallo zio Robert Stewart, luogotenente del regno, con l'accusa di essersi indebitamente appropriato di somme provenienti dalla dogana e da vari laicati vacanti. Dapprima venne portato al castello di St. Andrews e venne poi trasferito al Falkland Palace dove morì il 27 marzo in circostanze mai chiarite. All'epoca David era un ventiquattrenne in buona salute e la sua morte indusse a credere che fosse stato vittima di una qualche azione di forza.
Benché l'ordine di arresto fosse stato firmato da Roberto III, ormai malato, era stato suo zio insieme ad Archibald a metterlo fisicamente in essere ed entrambi vennero quindi sospettati di essere gli architetti di quanto era poi successo. Per questo vennero entrambi convocati dal Parlamento che alla fine decretò che il giovane, nonché erede di Roberto, era morto di cause naturali. Entrambi vennero purificati dal sospetto di aver commesso alto tradimento o qualunque altro crimine e venne proibito nettamente ad ogni suddito di fare anche la più piccola insinuazione sulla loro reputazione. Può darsi che il parlamento abbia semplicemente agito per non privare il regno di due dei suoi uomini più potenti specie quando le ostilità con gli inglesi si andavano rinfocolando giacché si credeva che essi fossero l'unico antidoto contro il traditore conte di March ed Henry Percy.

## Le disfatte militari
Il 22 giugno dello stesso anno uno sparuto gruppo di scozzesi fu battuto nella battaglia di Nesbit Moor dagli uomini di George, II conte di March (1370 circa-dopo il 1457). Archibald insieme a Murdoch Stewart, figlio di Roberto Stuart, si spinse fino a Newcastle per vendicare l'accaduto e a capo di 10.000 uomini seminarono distruzione nell'intero Northumberland. March persuase Henry Percy, I conte di Northumberland e suo figlio Henry Percy ad attendere che gli scozzesi ritornassero indietro fino a Wooler, una volta che gli scozzesi si accamparono a Millfield, non lontano da lì, in un terreno relativamente basso gli inglesi sferrarono l'attacco. Gli scozzesi disponevano comunque di capaci sentinelle e furono in grado di ripiegare fino alla collina di Homildon Hill e riunirsi nella tradizionale formazione degli Schiltron. In quell'occasione Archibald mostrò di non aver imparato molto dalla sconfitta che era costata la vita a suo zio, ed omonimo, nel 1333 alla battaglia di Halidon Hill, gli Schiltron infatti costituivano un obiettivo ben visibile per gli arcieri inglesi e ben presto la formazione si ruppe. Alcuni sotto la guida di John Swinton del Clan Swinton preferirono attaccare che fare da bersaglio e morirono tutti. Vi fu chi disse che Archibald aveva esitato al momento di dare il segnale d'avanzata al grosso dell'esercito e che quando lo fece era troppo tardi, gli uomini di Douglas ormai in rotta furono spazzati via dagli inglesi ancora integri e numerosi. Molti furono anche i nobili catturati fra cui Murdoch Stewart, George Douglas, I conte di Angus (1380-1403) e Thomas Douglas, V conte di Moray (morto prima dell'agosto 1422). Anche Archibald venne preso, era stato ferito diverse volte e in seguito perse anche un occhio, questo nonostante si dicesse che ci erano voluti tre anni per costruirgli l'armatura.
Se i Percy e gli altri nobili del nord pensarono che avrebbero immediatamente messo insieme del denaro dai riscatti dovettero rimanere delusi, Enrico si congratulò con loro, ma gli vietò di liberare i prigionieri. Nel 1403 Henry Percy si ribellò al re alleandosi con Owen Glyndwr e con il fratello maggiore Thomas Percy, I conte di Worcester, quindi Percy decise di liberare i suoi ostaggi ed Archibald insieme agli altri decise di allearsi con loro, i vecchi nemici marciarono fianco a fianco ed incontrarono gli uomini di Enrico alla Battaglia di Shrewsbury dell'estate 1403, mentre il vecchio nemico George Dunbar era ancora tale essendo rimasto alleato del sovrano inglese. La battaglia fu un'altra sconfitta, Percy venne ucciso e Archibald venne gravemente ferito dopo aver combattuto in corpo a corpo ed ucciso personalmente Edmund Stafford, V conte di Stafford (2 marzo 1378-21 luglio 1403).
Archibald e gli altri ora erano prigionieri di Enrico e la cifra chiesta per i loro riscatti fu un vero salasso per le casse dello stato già impoverite, nel 1406 il principe Giacomo venne catturato dagli inglesi mentre cercava di raggiungere la Francia contribuendo a far peggiorare le cose. Poco dopo Roberto III moriva lasciando Roberto Stuart a governare la Scozia.

## Di nuovo a casa
Per tornare libero Archibald dovette giurare sulle Sacre Scritture di essere leale a lui più che ad ogni altro uomo, eccetto il suo re Giacomo I di Scozia che era solo un bambino, e soprattutto dovette produrre un certo numero di ostaggi da fornire perché egli ottennesse la Liberazione condizionale e potesse tornare in Scozia ad occuparsi dei propri affari, giurando anche di tornare in carcere in Inghilterra nel giorno che era già stato stabilito. a Pasqua Archibald era a casa e in Inghilterra non tornò nemmeno quando venne il momento di farlo per rispettare il patto. Enrico si lamentò molto con il reggente Stuart per un comportamento così poco cavalleresco e avvertì che a quel punto gli ostaggi sarebbero stati trattati come meglio a lui conveniva, Archibald non tornò e solo con il pagamento di 700 £ nel 1413 tutti gli ostaggi tornarono a casa quando ormai era re Enrico V d'Inghilterra.
Nello stesso periodo Dunbar cambiò bandiera decidendo di tornare entro la politica della sua nazione e sia Stuart che Archibald si riconciliarono con lui tanto che nel 1409 egli tornò in possesso delle sue terre. Solo la Signoria di Annandale, per volere del reggente, andò ad Archibald che era in grado ora di controllare l'intero sud-ovest della Scozia, nel 1410 le due famiglie si unirono ancora più strettamente, John Stewart, conte di Buchan, il figlio maggiore di Stuart si sposò con Elizabeth, una delle figlie di Archibald.
Nel 1412 si recò in Francia e nelle Fiandre negoziando un accordo con Giovanni di Borgogna in base al quale ci si impegnava a difendere reciprocamente i reciproci paesi mentre in patria tornò a rivestire l'incarico di Guardiano delle Marche.
Nel 1416 Archibald si recò due volte a Londra per negoziare la liberazione di Giacomo I prigioniero degli inglesi ormai da dieci anni, in quell'occasione i Lollardi, approfittando del fatto che Enrico era in Francia, chiesero ai delegati scozzesi di sferrare un attacco contro gli inglesi. Stuart pensò che questa era una buona occasione per riprendersi Berwick-upon-Tweed e mise insieme un'armata spedendo Archibald presso il castello di Roxborough che era anch'esso in mano agli inglesi.
Gli scozzesi si trovarono quindi contro l'esercito comandato dai fratelli di Enrico, Giovanni Plantageneto, I duca di Bedford, e Thomas Beaufort, Duca di Exeter (1377 circa-31 dicembre 1426 circa) e dovettero ritirarsi in tutta fretta e durante il ripiegamento numerosi villaggi vennero bruciati e distrutti.
Nemmeno a suo figlio andava meglio, Archibald Douglas (1390-26 giugno 1439) stava infatti combattendo in Francia con il cognato Buchan quando vennero pesantemente sconfitti alla Battaglia di Baugé del 1421. Due anni dopo i due tornarono in patria per raccogliere altre truppe da portare in guerra e con una richiesta personale da parte di Carlo VII di Francia ad Archibald perché gli desse il suo aiuto. Nel 1419 Giovanni di Borgogna, nemico di Carlo, era morto e quindi Archibald si sentì libero di accettare la proposta, dopo aver fatto numerose donazioni alla chiesa e aver lasciato il figlio in Scozia perché si prendesse cura delle proprietà di famiglia e dopo aver negoziato il rilascio di Giacomo Archibald partì. Il 7 marzo 1424 salpò verso La Rochelle con circa 6.500 uomini, sarebbe stato il suo ultimo viaggio.

## La morte in guerra, il matrimonio e i figli
Il 24 aprile 1424 Carlo VII passò in rivista le proprie truppe presso Bourges e diede ad Archibald la carica di Tenente generale, il 29 aprile gli venne dato il Ducato di Touraine, inclusi i castelli e le città di Tours e Loches, il primo straniero cui venne dato un ducato in Francia.
Di tali beni Archibald non godette mai, il 17 agosto 1424 fu ucciso a Verneuil-sur-Avre durante la Battaglia di Verneuil insieme al figlio James al genero Buchan, sia lui che il figlio vennero sepolti alla Cattedrale di Tours.
Nel 1390 Archibald aveva sposato Margaret Stewart (morta fra il 1451 e il 1456) e insieme ebbero quattro figli:
- Archibald Douglas, V conte di Douglas (1390-26 giugno 1439)
- Elizabeth (morta nel 1451) che sposò James Stewart, Conte di Buchan
- William Douglas (morto prima del 1401)
- James Douglas (morto il 17 agosto 1424)